# Flávio Campos
Flávio Campos (nacido el 29 de agosto de 1965) es un exfutbolista brasileño que se desempeñaba como centrocampista.
Jugó para clubes como el Flamengo, São Paulo, Guarani, Vasco da Gama, Gamba Osaka, Bragantino, Juventude, Kyoto Purple Sanga y América.

## Trayectoria

### Clubes
| Club               | País   | Año         |
| ------------------ | ------ | ----------- |
| Flamengo           | Brasil | 1987 - 1988 |
| São Paulo          | Brasil | 1988 - 1991 |
| Guarani            | Brasil | 1991        |
| Vasco da Gama      | Brasil | 1992        |
| Gamba Osaka        | Japón  | 1993 - 1994 |
| Bragantino         | Brasil | 1995        |
| Juventude          | Brasil | 1995        |
| Kyoto Purple Sanga | Japón  | 1996        |
| Juventude          | Brasil | 1996        |
| América            | Brasil | 1997        |
| Juventude          | Brasil | 1997 - 1999 |